# Сент-Джордж (парафія, Нью-Брансвік)
Сент-Джордж (англ. Saint George) — парафія в Канаді, у провінції Нью-Брансвік, у складі графства Шарлотт.

## Населення
За даними перепису 2016 року, парафія нараховувала 2341 особу, показавши скорочення на 5,3%, порівняно з 2011-м роком. Середня густина населення становила 4,7 осіб/км².
З офіційних мов обидвома одночасно володіли 160 жителів, тільки англійською — 2 175. Усього 55 осіб вважали рідною мовою не одну з офіційних.
Працездатне населення становило 62% усього населення, рівень безробіття — 14,1% (15,7% серед чоловіків та 13,1% серед жінок). 91,7% осіб були найманими працівниками, а 8,3% — самозайнятими.
Середній дохід на особу становив $36 977 (медіана $30 840), при цьому для чоловіків — $47 568, а для жінок $26 019 (медіани — $38 656 та $25 067 відповідно).
36,3% мешканців мали закінчену шкільну освіту, не мали закінченої шкільної освіти — 21,9%, 41,8% мали післяшкільну освіту, з яких 19,1% мали диплом бакалавра, або вищий.
| Статево-вікова структура населення | Статево-вікова структура населення | Статево-вікова структура населення | Статево-вікова структура населення | Статево-вікова структура населення |
| ---------------------------------- | ---------------------------------- | ---------------------------------- | ---------------------------------- | ---------------------------------- |
|                                    |                                    |                                    |                                    |                                    |
| Всього                             | Всього                             | 49,9%50,1%                         |                                    |                                    |
| 0 — 14 років                       | 0 — 14 років                       |                                    | 16,2%                              | 16,2%                              |
| 15 — 64 років                      | 15 — 64 років                      |                                    | 64,5%                              | 64,5%                              |
| 65 і більше                        | 65 і більше                        |                                    | 19,2%                              | 19,2%                              |
| 85 і більше                        | 85 і більше                        |                                    | 1,3%                               | 1,3%                               |
| Середній вік (років)               | Середній вік (років)               | 43,544,0                           | 43,8                               | 43,8                               |
| Медіана (років)                    | Медіана (років)                    | 46,246,4                           | 46,3                               | 46,3                               |
| — чоловіки — жінки                 |                                    |                                    |                                    |                                    |

| Походження мешканців:     | Походження мешканців:     | Походження мешканців: | Походження мешканців: | Походження мешканців: |
| ------------------------- | ------------------------- | --------------------- | --------------------- | --------------------- |
| Походження                |                           |                       | осіб                  | %                     |
| Корінні американці        | Корінні американці        |                       | 110                   | 4.7%                  |
| Інше північноамериканське | Інше північноамериканське |                       | 1 440                 | 61.54%                |
| Європейське               | Європейське               |                       | 1 235                 | 52.78%                |
| британське                | британське                |                       | 1 040                 | 44.44%                |
| французьке                | французьке                |                       | 195                   | 8.33%                 |
| Азійське                  | Азійське                  |                       | 80                    | 3.42%                 |
| Океанійське               | Океанійське               |                       | 10                    | 0.43%                 |

| Зайнятість населення за галузями (за класифікацією NOC): | Зайнятість населення за галузями (за класифікацією NOC): | Зайнятість населення за галузями (за класифікацією NOC): | Зайнятість населення за галузями (за класифікацією NOC): | Зайнятість населення за галузями (за класифікацією NOC): |
| -------------------------------------------------------- | -------------------------------------------------------- | -------------------------------------------------------- | -------------------------------------------------------- | -------------------------------------------------------- |
|                                                          |                                                          |                                                          |                                                          |                                                          |
| Управління                                               | Управління                                               |                                                          | 7,1%                                                     | 7,1%                                                     |
| Бізнес, фінанси та адміністрування                       | Бізнес, фінанси та адміністрування                       |                                                          | 7,9%                                                     | 7,9%                                                     |
| Природничі та прикладні науки                            | Природничі та прикладні науки                            |                                                          | 4,6%                                                     | 4,6%                                                     |
| Охорона здоров'я                                         | Охорона здоров'я                                         |                                                          | 4,1%                                                     | 4,1%                                                     |
| Освіта, правозахист, муніципальні та урядові служби      | Освіта, правозахист, муніципальні та урядові служби      |                                                          | 9,5%                                                     | 9,5%                                                     |
| Роздрібна торгівля та послуги                            | Роздрібна торгівля та послуги                            |                                                          | 15,4%                                                    | 15,4%                                                    |
| Гуртова торгівля, транспорт та обладнання                | Гуртова торгівля, транспорт та обладнання                |                                                          | 23,2%                                                    | 23,2%                                                    |
| Природні ресурси, сільське господарство                  | Природні ресурси, сільське господарство                  |                                                          | 10,8%                                                    | 10,8%                                                    |
| Виробництво                                              | Виробництво                                              |                                                          | 16,2%                                                    | 16,2%                                                    |

## Клімат
Середня річна температура становить 5,9°C, середня максимальна – 23°C, а середня мінімальна – -14,2°C. Середня річна кількість опадів – 1 278 мм.
| Клімат поселення                              | Клімат поселення | Клімат поселення | Клімат поселення | Клімат поселення | Клімат поселення | Клімат поселення | Клімат поселення | Клімат поселення | Клімат поселення | Клімат поселення | Клімат поселення | Клімат поселення | Клімат поселення |
| Показник                                      | Січ.             | Лют.             | Бер.             | Квіт.            | Трав.            | Черв.            | Лип.             | Серп.            | Вер.             | Жовт.            | Лист.            | Груд.            |                  |
| Середній максимум, °C                         | −1,66            | −0,48            | 4,74             | 10,97            | 17,04            | 21,77            | 22,98            | 22,56            | 18,02            | 12,20            | 6,58             | −0,33            |                  |
| Середня температура, °C                       | −7,91            | −6,74            | −1,52            | 4,72             | 10,79            | 15,52            | 18,63            | 18,20            | 13,65            | 7,83             | 2,22             | −4,69            |                  |
| Середній мінімум, °C                          | −14,16           | −12,99           | −7,77            | −1,54            | 4,56             | 9,27             | 14,28            | 13,84            | 9,30             | 3,49             | −2,13            | −9,04            |                  |
| Норма опадів, мм                              | 115              | 85               | 113              | 103              | 119              | 100              | 98               | 90               | 105              | 107              | 124              | 119              |                  |
| Середньомісячна швидкість вітру, м/с          | 4.56             | 4.58             | 4.63             | 4.36             | 4.00             | 3.64             | 3.22             | 3.10             | 3.54             | 4.04             | 4.42             | 4.62             |                  |
| Середньомісячна сонячна радіація, кДж/м²·день | 5427             | 8734             | 12344            | 15467            | 18258            | 20244            | 19912            | 17874            | 13440            | 8719             | 5245             | 4276             |                  |
| --------------------------------------------- | ---------------- | ---------------- | ---------------- | ---------------- | ---------------- | ---------------- | ---------------- | ---------------- | ---------------- | ---------------- | ---------------- | ---------------- | ---------------- |
| Джерело:                                      |                  |                  |                  |                  |                  |                  |                  |                  |                  |                  |                  |                  |                  |